# El equipo
El Equipo é uma série de televisão mexicana produzida por Pedro Torres e exibida pelo Canal de las Estrellas entre 09 de maio a 27 de maio de 2011, em 15 episódios.
Contou com Alfonso Herrera, Alberto Estrella, Zuria Vega e Fabián Robles nos papeis principais.

## Enredo
El Equipo é uma série sobre o valor, o esforço e o amor de uma equipe de homens e mulheres, policiais federais, que cada dia arriscam sua vida para proteger a nossa. Eles lutam, se sacrificam e se entregam por um compromisso: que o bem sempre derrote o mal.

## Elenco
- Alberto Estrella como Santiago.
- Alfonso Herrera como Fermín Pérez.
- Zuria Vega como Magda Saenz.
- Fabián Robles como Mateo.
- Roberto Blandón como Sigma.
- Marisol del Olmo como Natalia.
- Mariana Van Rankin como Silvia Moguel.
- Flavio Medina como Eliseo Raya.
- Adanely Núñez como Lucila.
- Claudia Álvarez como Pilar.
- Manuel Ojeda como o Capitão.
- Mario Casillas como "El Deme".
- Luis Couturier como Don Lorenzo.
- Luis Uribe como Carlos Raúl Quinzaños.
- Antonio Zamudio
- Marina Marín como Nana Magdalena "Magda".
- Juan Carlos Barreto como "El Vale".
- Marco Uriel como "El Mister".
- José Montini como "Gordo Paleta".
- Gustavo Sánchez Parra como "Jesús Garcia Anzaldua 'El Bebe'".
- Ramón Valdez como Fernández.
- Arturo Posada como Otero.